# Nyikoa limbe
Nyikoa limbe is een spinnensoort uit de familie trilspinnen (Pholcidae). De soort komt voor in Ghana, Kameroen, Equatoriaal-Guinea en Congo. 